# Yi Seo-woo

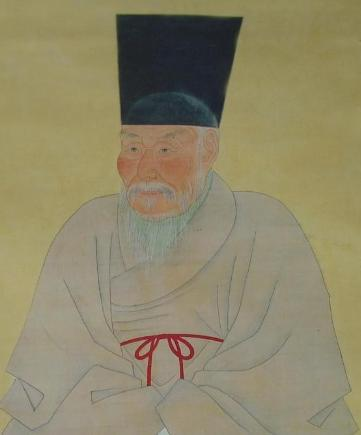
Yi Seo-woo

Yi Seo-woo (1 de março de 1633 – 14 de outubro de 1709) foi um político, calígrafo, escritor, poeta e filósofo da corrente Neo-Confucionismo da dinastia Joseon da Coreia. Polemista e teórico do Partido Homem do Sul (남인 南人), foi sucessor de HSongpa, Yun Hyu. Seu apelido era Songgok (松谷 송곡), Songpa (松坡 송파).

## Livros
- Songpamunjip (송파문집, 松坡文集)
- Gangsa (강사, 康史)
- Jangsanhooji (장산후지, 萇山後誌)
- Dongraeseungramhooji (동래승람서후지, 東萊勝覽書後誌)